# Путиловка (Омская область)
Путиловка — деревня в Шербакульском районе Омской области России. Входит в состав Максимовского сельского поселения.

## История
Основана деревня Путиловка в 1911 году. В 1928 г. состояла из 93 хозяйств, основное население — украинцы. Центр Путиловского сельсовета Борисовского района Омского округа Сибирского края.
В соответствии с Законом Омской области от 30 июля 2004 года № 548-ОЗ «О границах и статусе муниципальных образований Омской области» деревня вошла в состав образованного муниципального образования «Максимовское сельское поселение».

## Население
| 2010 |
| ---- |
| 128  |

Гендерный состав
По данным Всероссийской переписи населения 2010 года в гендерной структуре населения из 128 человек мужчин — 61, женщин — 67 (47,7 и 52,3 % соответственно).
Национальный состав
В 1928 г. основное население — украинцы.
Согласно результатам переписи 2002 года, в национальной структуре населения русские составляли 43 %, украинцы 37 % от общей численности населения в 159 чел..